# HD 205096
HD 205096，又名CD-4314602，SAO 230741、HR 8241，是一颗恒星，视星等为6.32，位于銀經357.95，銀緯-47.36，其B1900.0坐标为赤經21h 27m 54.2s，赤緯-43° -47.36′ 5″。